# Łatroszcza
Łatroszcza (biał. Латрошча; ros. Латроща) – wieś na Białorusi, w obwodzie mohylewskim, w rejonie mohylewskim, w sielsowiecie Kadzina.